# Білопільська сотня
Білопільська сотня — адміністративно-територіальна і військова одиниця Сумського полку Слобідської України.

## Історія
Утворилася невдовзі після осадження 1672 переселенців на чолі з отаманом Фоменком на Вирському городищі міста Білопілля (Крига), при злитті річок Вир та Крига.
Сотенне містечко — Білопілля, що до кінця XVII століття паралельно іменувалося Кригою, мало кілька приписних козацьких сіл. У 1-й половині XVIII століття у Білопіллі було дві сотні (Першобілопільська та Другобілопільська). Ліквідовані в 1765  російським імперським урядом.

## Специфіка
Сотня відома багаторічним протистоянням агресії московських поміщиків, яке зрештою завершилося перемогою козаків. А також щільними зв'язками з гетьманськими полками та сотнями, визначальним упливом культури Гетьманщини на повсякдення білопільських козаків.

## Сотники білопільські (кризькі)
- Федоров Фома (Хома Федорович) (1672—1681), згадується в 1708 р. (в абшиті?);
- Федоров Степан Хомич (Фомін Степан) (1681—1697);
- Федоров Іван Степанович — син, прийнятий на службу до Сумського полку (1697 або 1698 р.);
- Куколь Іван Степанович (1698-?);
- Куколь Степан (?-1694 — 1711-?);
- Доценко Олексій (поч. XVIII ст.);
- Добачевський Іван Павлович (?-1732-?) — сотник 2-ї сотні;
- Куколь (Куколь-Яснопольський) Федір Степанович (?-1732 — 1733-?);
- Іванов Данилов (після 1751);
- Куколь-Яснопольський Іван (07.04.1745-24.10.1763) — сотник 1-ї сотні.
- Підлісний Яків Несторович (01.1747 — 10.04.1755) — сотник 2-ї сотні, абшитований старший полковий осавул;
- Бондаренко(в) (Бондарєв) Яків Романович, ваканс-сотник (24.10.1763 — 1766).

## Старшини, урядники та служителі
- NNN (?-1685-?) — писар сотенний;
- NNN (?-1685-?) — хорунжий сотенний;
- Чудновець (Чудновцев) Павло (?-1685-?) — городовий отаман м. Білопілля;
- Іваницький Сава (?-1724-?) городовий отаман м. Білопілля;
- Кулак Данило Антонович і Харченко Тимофій Харитонович (?-1759-?) — отамани с. Вирів.
- Онисимов Гаврило (?-1685-?) — війт м. Білопілля;
- Яким Логін (?-1685-?) — бурмистр м. Білопілля.